# Los Zapotes, Cotija
Los Zapotes är en ort i Mexiko.   Den ligger i kommunen Cotija och delstaten Michoacán de Ocampo, i den centrala delen av landet, 400 km väster om huvudstaden Mexico City. Los Zapotes ligger 1 624 meter över havet och antalet invånare är 408.
Terrängen runt Los Zapotes är huvudsakligen kuperad, men åt sydost är den platt. Runt Los Zapotes är det ganska glesbefolkat, med 50 invånare per kvadratkilometer. Närmaste större samhälle är Cotija de la Paz, 5,9 km väster om Los Zapotes. I omgivningarna runt Los Zapotes växer huvudsakligen savannskog.